# Čejkovice (okres Kutná Hora)
Obec Čejkovice (německy Tschejkowitz) se nachází v okrese Kutná Hora ve Středočeském kraji. Žije zde 29 obyvatel, čímž se Čejkovice řadí mezi obce v Česku s nejnižším počtem obyvatel.
Ve vzdálenosti 14 km jižně leží město Světlá nad Sázavou, 14 km severně město Čáslav, 19 km severně město Kutná Hora a 25 km východně město Chotěboř. Západně od Čejkovic protéká Jánský potok. Oblast východně od Čejkovic odvodňuje Čejkovický potok, který je pravostranným přítokem Jánského potoka.

## Historie
První písemná zmínka o obci pochází z roku 1360. Od roku 1961 byly Čejkovice částí obce Zbýšov, samostatnou obcí jsou Čejkovice od roku 1993.

### Územněsprávní začlenění
Dějiny územněsprávního začleňování zahrnují období od roku 1850 do současnosti. V chronologickém přehledu je uvedena územně administrativní příslušnost obce (osady) v roce, kdy ke změně došlo:
- do 1849 země česká, kraj Čáslav
- 1850 země česká, kraj Pardubice, politický okres Kutná Hora, soudní okres Čáslav[5]
- 1855 země česká, kraj Čáslav, soudní okres Čáslav
- 1868 země česká, politický i soudní okres Čáslav
- 1939 země česká, Oberlandrat Kolín, politický i soudní okres Čáslav[6]
- 1942 země česká, Oberlandrat Praha, politický i soudní okres Čáslav[7]
- 1945 země česká, správní i soudní okres Čáslav[8]
- 1949 Pardubický kraj, okres Čáslav[9]
- 1960 Středočeský kraj, okres Kutná Hora
- 2003 Středočeský kraj, obec s rozšířenou působností Čáslav

## Pamětihodnosti
- Kaplička se zvoničkou a ukřižováním
- Kovárna
- dub,z roku 1380

## Doprava
Dopravní síť
- Pozemní komunikace – Do obce vede silnice III. třídy. Ve vzdálenosti 2,5 km lze najet na silnici II/338 Žehušice - Čáslav - Zbýšov - Vrbka.
- Železnice – Železniční trať ani stanice na území obce nejsou.

Veřejná doprava 2011
- Autobusová doprava – V obci měla zastávku příměstská autobusová linka Čáslav-Zbýšov-Zbýšov,Chlum (v pracovních dnech 3 spoje) (dopravce Veolia Transport Východní Čechy, a. s.). O víkendu byla obec bez dopravní obsluhy.

## Galerie

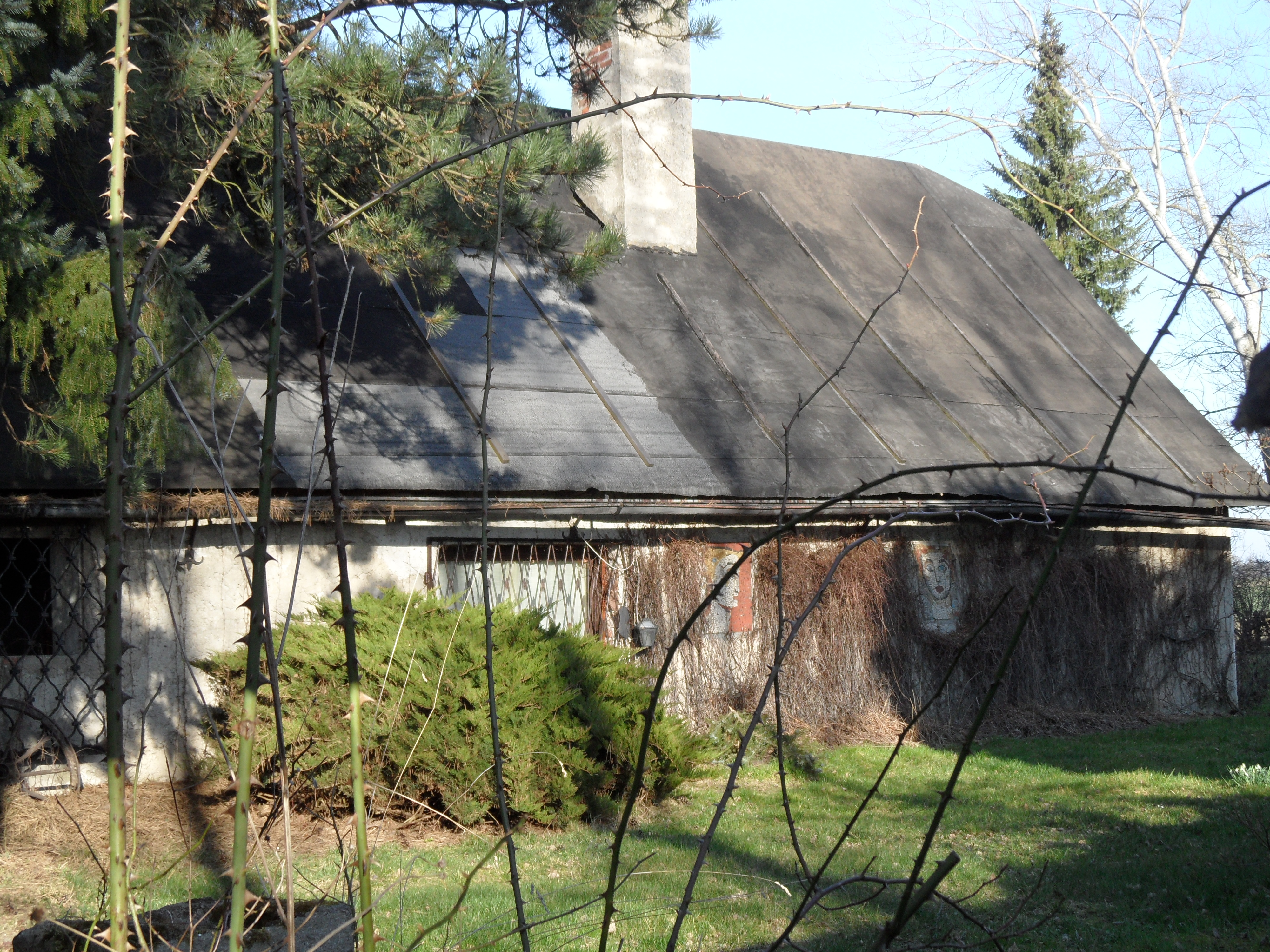
Kulturní památka: kovárna
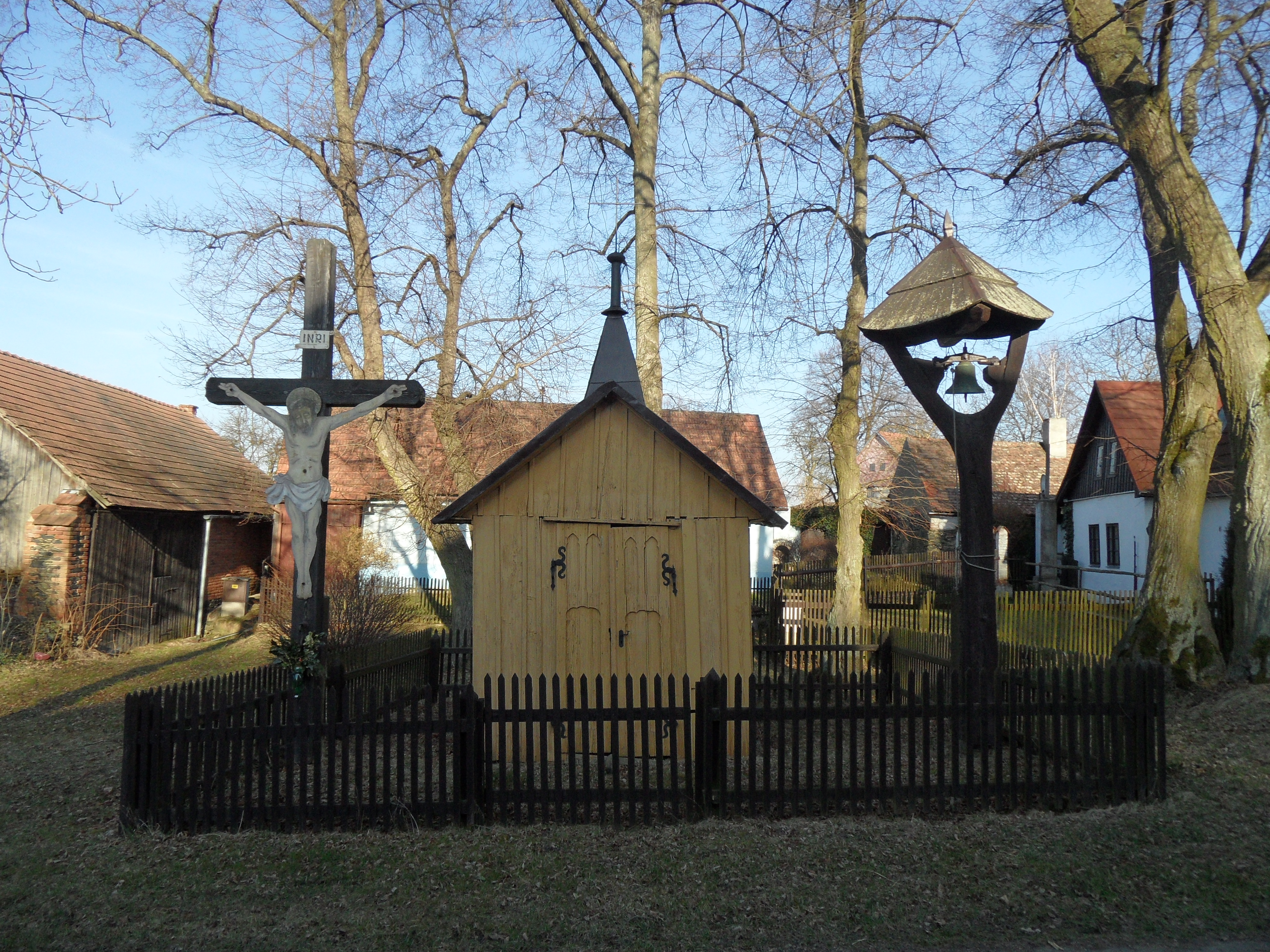
Kulturní památka: kaple s křížkem a zvoničkou
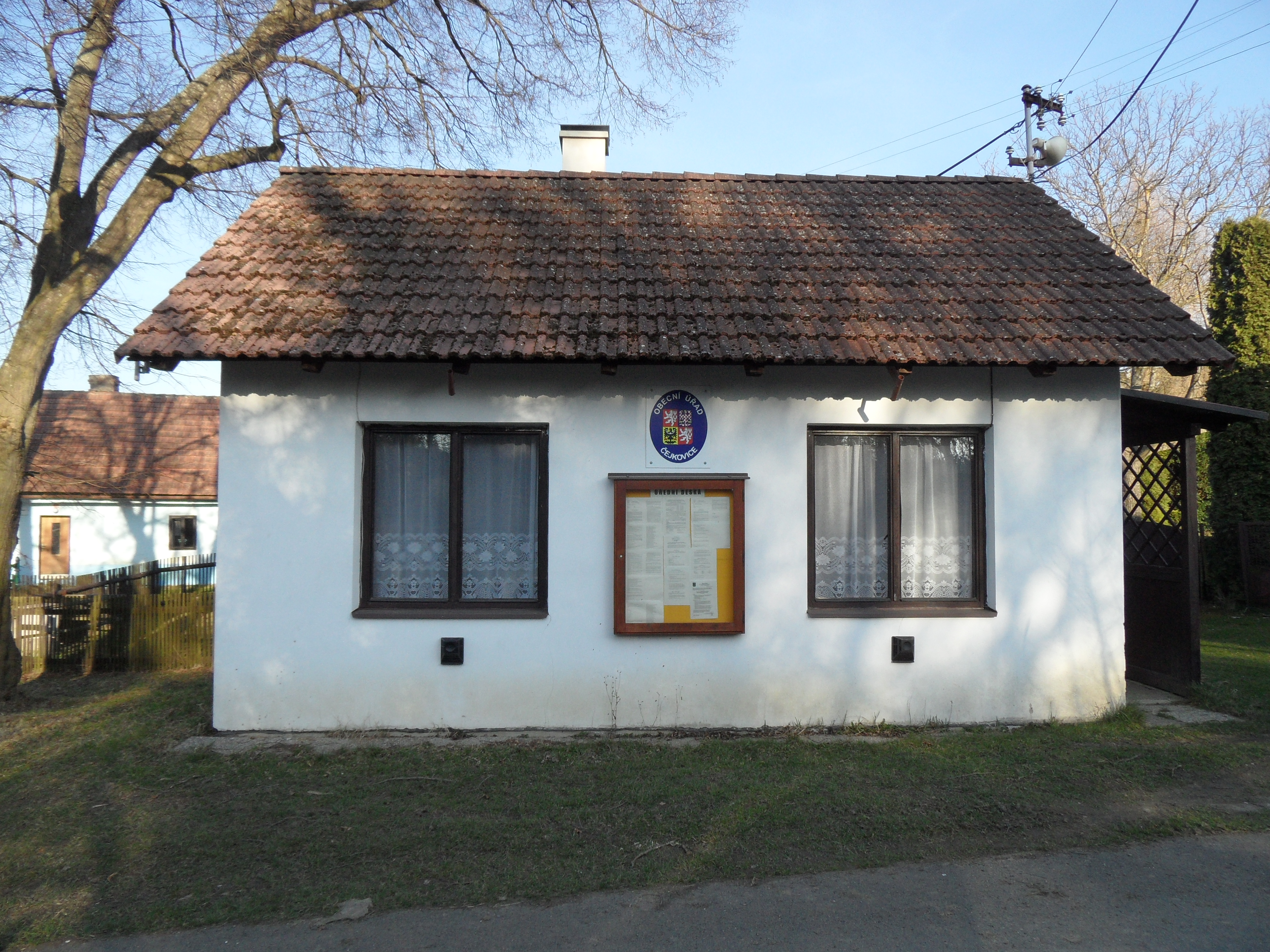
Budova obecního úřadu
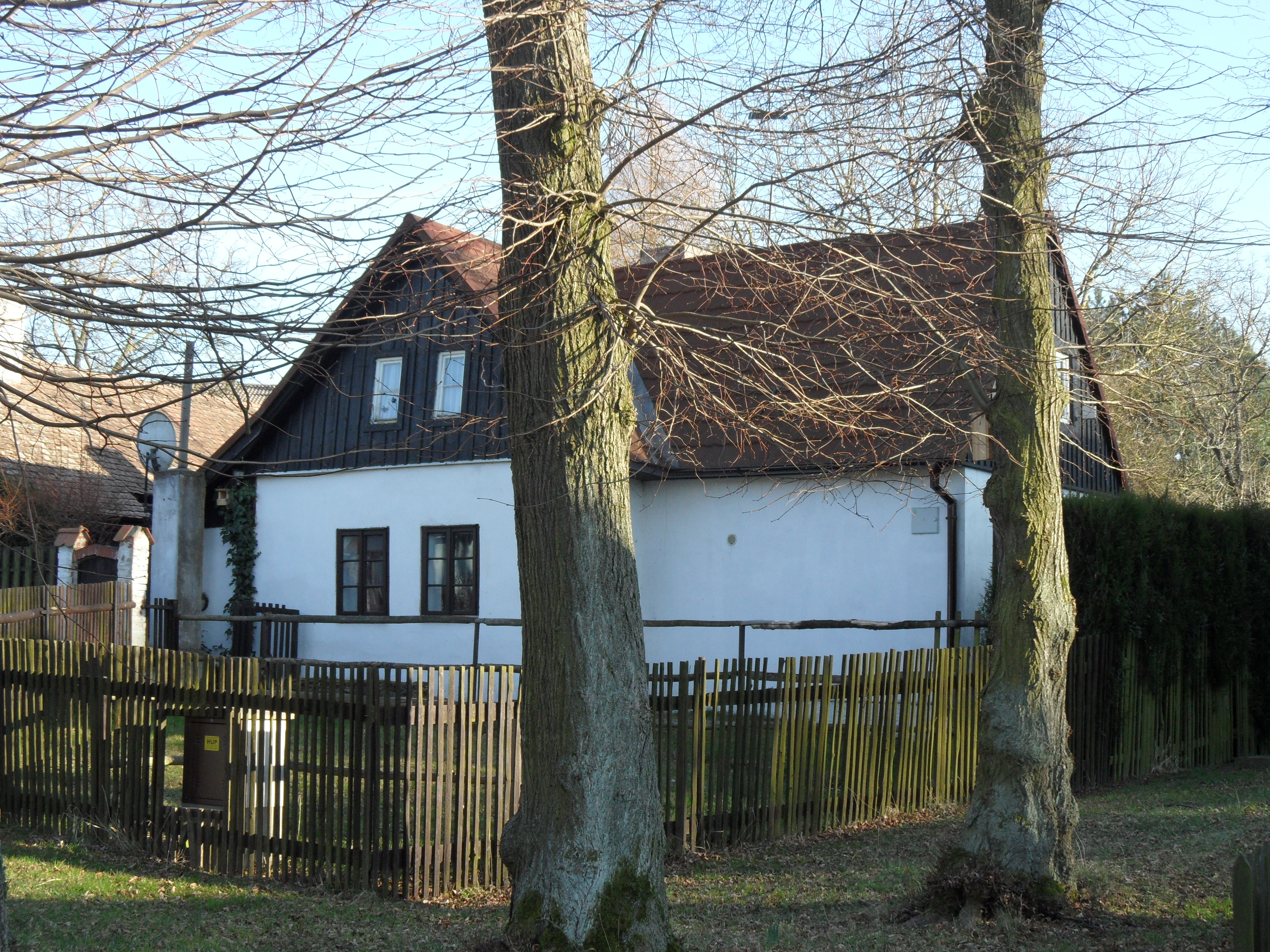
Venkovský dům nedaleko kaple
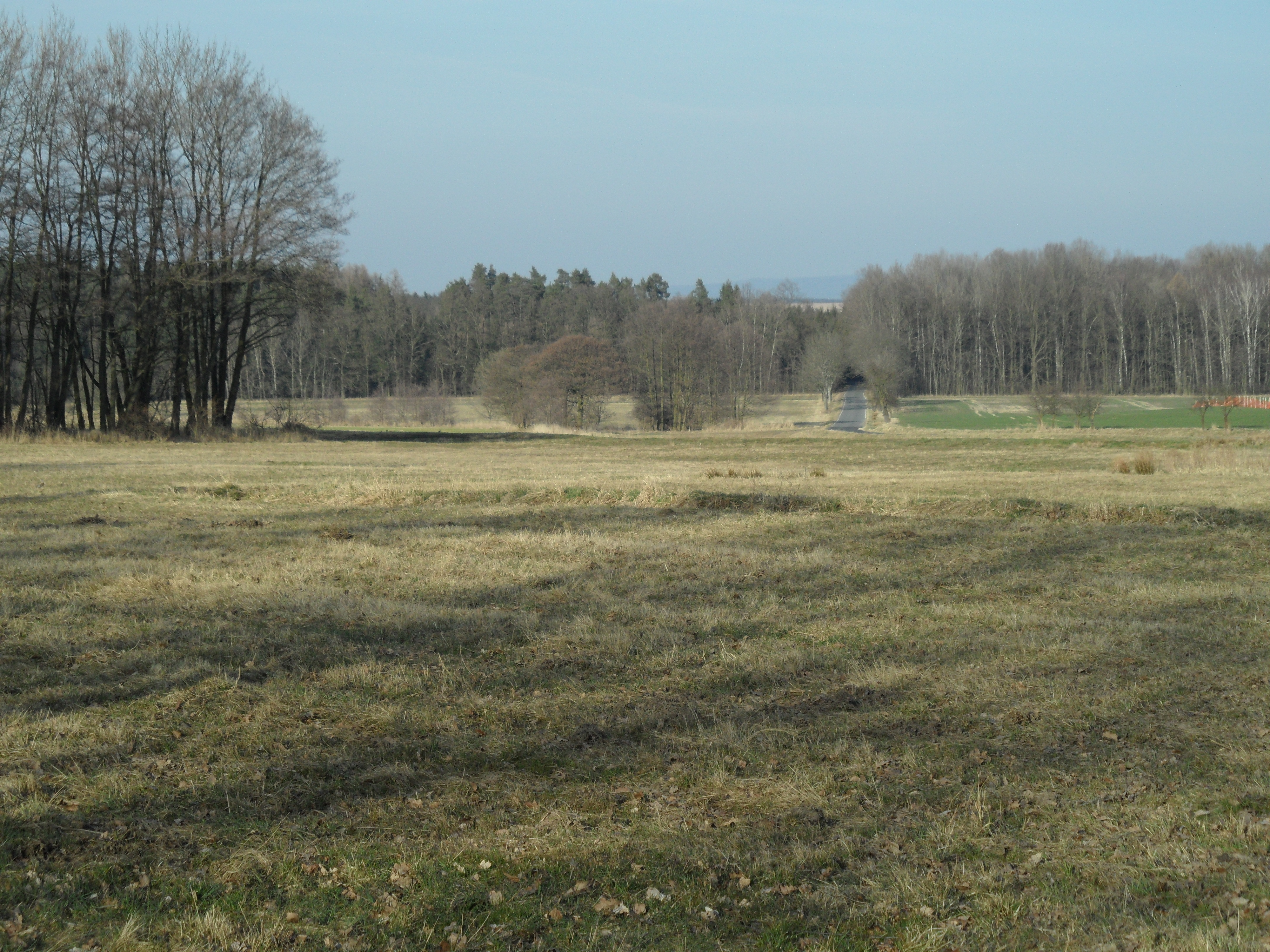
Pohled od dubu přibl. směr Zbýšov
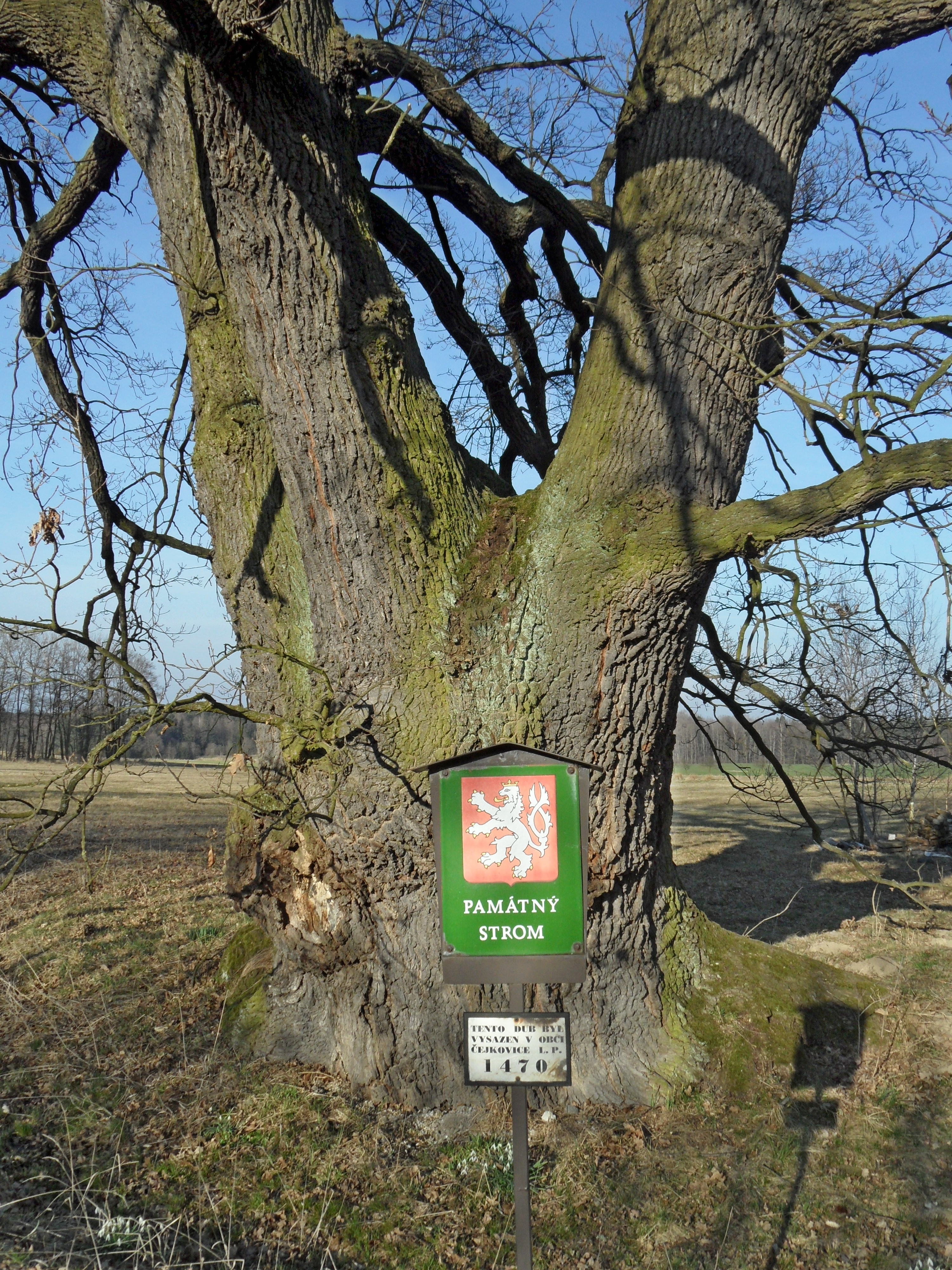
Dub letní (údajně z roku 1470)